# Isolabella
Isolabella – miejscowość i gmina we Włoszech, w regionie Piemont, w prowincji Turyn.
Według danych na rok 2004 gminę zamieszkiwało 398 osób, 99,5 os./km².